# Dactylobiotus ambiguus
Dactylobiotus ambiguus är en djurart som tillhör fylumet trögkrypare, och som först beskrevs av Murray 1907.  Dactylobiotus ambiguus ingår i släktet Dactylobiotus och familjen Macrobiotidae. Arten är reproducerande i Sverige. Inga underarter finns listade i Catalogue of Life.